# Wijken en buurten in Hattem
De Nederlandse gemeente Hattem is voor statistische doeleinden onderverdeeld in wijken en buurten. De gemeente is verdeeld in de volgende statistische wijken:
- Wijk 00 Hattem (CBS-wijkcode:024400)
- Wijk 01 Polder Hattem en Molecaten (CBS-wijkcode:024401)

Een statistische wijk kan bestaan uit meerdere buurten. Onderstaande tabel geeft de buurtindeling met kentallen volgens het Centraal Bureau voor de Statistiek (2008):
| CBS-buurtcode | Buurtnaam                                   | Inwonertal | Opp. totaal (ha) | Opp. land (ha) | Ligging                |
| ------------- | ------------------------------------------- | ---------- | ---------------- | -------------- | ---------------------- |
| BU02440000    | Binnenstad                                  | 640        | 15               | 15             | Locatie in de gemeente |
| BU02440001    | Zandkamp en omgeving                        | 3060       | 74               | 71             | Locatie in de gemeente |
| BU02440002    | Ten oosten van Apeldoornseweg               | 1570       | 160              | 142            | Locatie in de gemeente |
| BU02440003    | Hogenkamp en omgeving                       | 1930       | 58               | 58             | Locatie in de gemeente |
| BU02440004    | Villapark                                   | 740        | 163              | 161            | Locatie in de gemeente |
| BU02440005    | De Hilst                                    | 2780       | 79               | 79             | Locatie in de gemeente |
| BU02440008    | Verspreide huizen bosgebied                 | 30         | 322              | 322            | Locatie in de gemeente |
| BU02440009    | Verspreide huizen Hoenwaard                 | 70         | 454              | 404            | Locatie in de gemeente |
| BU02440108    | Verspreide huizen Koeweg en Molecaten       | 490        | 304              | 303            | Locatie in de gemeente |
| BU02440109    | Verspreide huizen Gelderse Dijk en omgeving | 350        | 789              | 750            | Locatie in de gemeente |